# Bojići
Bojići (cyr. Бојићи) – wieś w Czarnogórze, w gminie Kolašin. W 2011 roku liczyła 98 mieszkańców.